# Puerta del Tepozán
Puerta del Tepozán är en ort i Mexiko.   Den ligger i kommunen Huimilpan och delstaten Querétaro Arteaga, i den centrala delen av landet, 170 km nordväst om huvudstaden Mexico City. Puerta del Tepozán ligger 2 063 meter över havet och antalet invånare är 422.
Terrängen runt Puerta del Tepozán är kuperad österut, men västerut är den platt. Runt Puerta del Tepozán är det ganska tätbefolkat, med 179 invånare per kvadratkilometer. Närmaste större samhälle är Santiago de Querétaro, 16,5 km norr om Puerta del Tepozán. Trakten runt Puerta del Tepozán består till största delen av jordbruksmark.